# Natascha van Weezel
Natascha Rosa van Weezel (Amsterdam, 2 augustus 1986) is een Nederlands auteur en filmmaker. Tevens is zij columnist bij Het Parool en podcastmaker.

## Biografie
Van Weezel groeide op in Amsterdam. Zij is het kind van de politicoloog-journalist-columnist Max van Weezel en ditto Anet Bleich. Van Weezel ging naar het Vossius Gymnasium in Amsterdam-Zuid, studeerde vervolgens een jaar Media en cultuur aan de Universiteit van Amsterdam om vervolgens in 2012 als scenarioschrijver af te studeren aan de Nederlandse Filmacademie.

## Documentaires
In 2012 studeerde Van Weezel af met de korte film Lost & Found.
In 2014 verscheen haar documentaire Elke dag 4 mei, waarin ze antwoord probeert te krijgen op de vraag of zij de enige is van haar generatie voor wie de Tweede Wereldoorlog nog niet is afgelopen.
In 2019 maakte Van Weezel de vierdelige VPRO-serie Natascha's beloofde land, waarvoor ze een maand lang - grotendeels op de fiets - door Israël en de Palestijnse gebieden reisde.
In 2023 regisseerde Van Weezel de documentaire Broertje voor de Joodse programmering van de EO. Hierin volgt ze de broers Harry de Winter en Micha de Winter. Ze maken een wandeling van voormalig concentratiekamp Sachsenhausen naar het Duitse plaatsje Havelberg aan de Elbe. Precies dezelfde tocht als hun vader Max de Winter in 1945 aflegde.
Sinds mei 2024 maakt Van Weezel samen met Bart Wallet de tweewekelijkse podcast Wallet & Van Weezel, waarin de twee in gesprek gaan over wat er speelt in en rondom de Joodse wereld.

## Magere jaren
Vanwege haar overgewicht werd Van Weezel als kind gepest. Op 13-jarige leeftijd kreeg ze van een schoolarts het advies om op dieet te gaan. Zonder het medeweten van haar ouders begon Van Weezel met afvallen en leed ze vervolgens tot haar negentiende aan anorexia. Van Weezel overwon de ziekte en schreef er haar eerste boek over. Het in 2007 verschenen Magere jaren - Anorexiadagboek bestaat uit haar dagboekaantekeningen, die zij tijdens haar verblijf in een Engelse kliniek herschreef tot het uiteindelijke manuscript.

## Holocaust en jodendom
Van Weezels beide ouders zijn kinderen van overlevers van de Holocaust. Aan de hand van haar eigen familiegeschiedenis en talloze openhartige gesprekken met leeftijdsgenoten in Nederland, de Verenigde Staten en Israël verscheen in 2015 haar boek De derde generatie. Kleinkinderen van de Holocaust. 
Daarnaast zet Van Weezel zich in voor de dialoog tussen joden en moslims, vooral in Nederland. Dit resulteerde onder meer in haar boek Thuis bij de vijand. Moslims en joden in Nederland (2017), waarin ze de toenemende polarisatie tussen joden en moslims onderzoekt.
Van Weezel omschrijft zichzelf als agnost en niet-praktiserend joods. Ze is een groot liefhebber van Israël, maar laat zich ondertussen regelmatig kritisch uit over de Israëlische regering. De fase waarin ze naar eigen zeggen “heel zionistisch” was, noemde ze een “verlate puberteit”.  Ze wordt gewaardeerd voor haar vrede zoeken binnen de polarisaties van de jaren 20.

## Vader
In 2015 schreef Van Weezel met haar vader een column op de Joodse nieuws- en achtergrondensite, waarin zij elkaar om de beurt een brief schreven. Eind 2015 stapten ze over naar Trouw om daar hetzelfde concept in een column voort te zetten. 
In maart 2020 verscheen Van Weezels boek Nooit meer Fanta, dat over het overlijden van haar vader gaat. Van Weezel werkt aan een biografie over haar vader, 'een jarenplan'.

### Bestseller 60
| Boeken met noteringen in de Nederlandse Bestseller 60 | Jaar van verschijnen | Datum van binnenkomst | Hoogste positie | Aantal weken | Opmerkingen |
| ----------------------------------------------------- | -------------------- | --------------------- | --------------- | ------------ | ----------- |
| Hoe houd je je hart zacht                             | 2024                 | 03-10-2024            | 16              | 4            |             |

- Gemeinsame Normdatei: 1066401438
- International Standard Name Identifier: 0000 0003 6901 485X
- Library of Congress Control Number: no2015073576
- Nationale Bibliotheek van Israël: 987007390200905171
- Nederlandse Thesaurus van Auteursnamen: 29938103X
- Virtual International Authority File: 313474126
- WorldCat: E39PBJgxkxbfmfw6CtQQMYKw4q